# Roberto González Vaesken
Roberto Luis González Vaesken (Puerto Presidente Stroessner, 16 de septiembre de 1962) es un abogado, notario y escribano público, profesor universitario y político paraguayo, que fue gobernador del departamento de Alto Paraná de 2018 a 2023.

## Biografía
Nacido el 16 de septiembre de 1962, es hijo del abogado y capitán (SR) Juan Bautista González Flores y de doña Irene Vaesken. Está casado con Darsy González y tiene seis hijos.
Egresó de la Facultad de Derecho y Ciencias Sociales de la Universidad Nacional de Asunción en 1987, siendo abogado y notario y escribano público. Es además, especialista en formación universitaria, máster en derecho penal y doctor en derecho Penal. Fue candidato a miembro del Consejo de la Magistratura en tres ocasiones. Actualmente es vicerrector de la Universidad Privada del Este.

## Carrera política

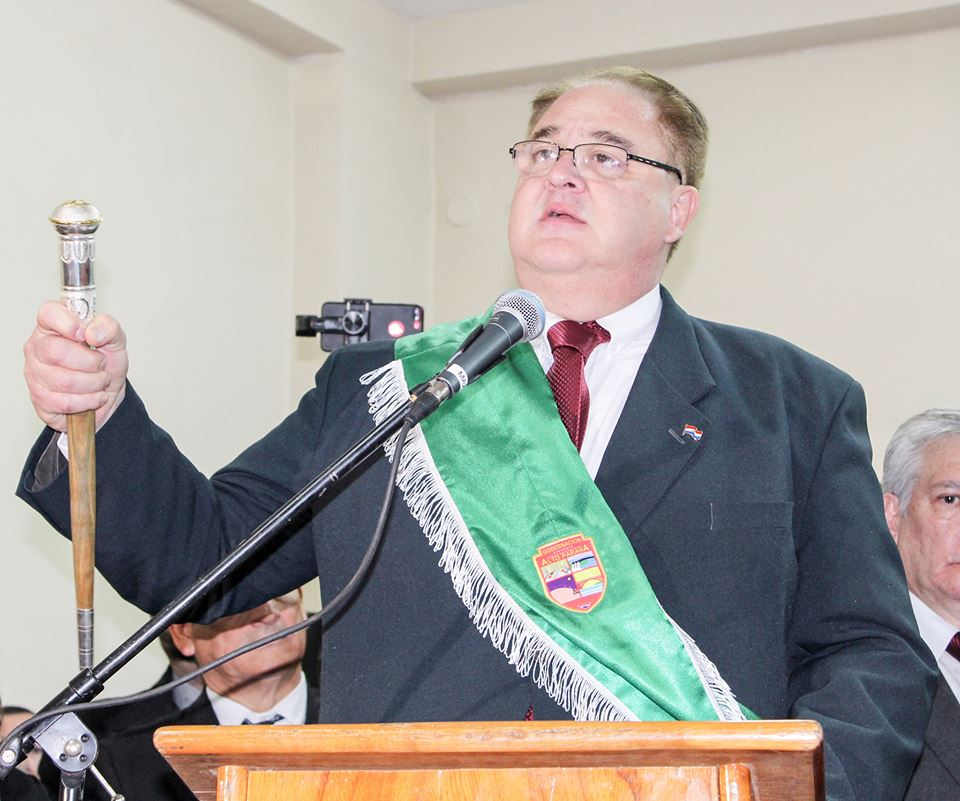
González Vaesken el día de su asunción al cargo como gobernador de Alto Paraná en 2018.

En el 2018, logró imponerse como único candidato a gobernador del departamento de Alto Paraná por el movimiento Colorado Añeteté de Partido Colorado, dejando de lado a varios otros interesados en el cargo. Se convirtió a candidato del partido al derrotar a los dos candidatos de movimiento Honor Colorado, Elio Cabral y Juan Carlos Barreto. Posteriormente, se impuso en las elecciones generales convirtiéndose en gobernador del Alto Paraná.